# Ахметов, Елдос Куанышевич
Елдос Куаны́шевич Ахме́тов (каз. Елдос Қуанышұлы Ахметов; род. 1 июня 1990, Джамбул) — казахстанский футболист, защитник. Двукратный чемпион Казахстана (2014—2015) и пятикратный призёр.

## Карьера

### Клубная
Воспитанник таразского футбола. Играл за местные клубы первой лиги.
В 2009 году с подачи Талгата Байсуфинова перешёл в павлодарский «Иртыш» и в 19-летнем возрасте дебютировал в чемпионате Казахстана. Сыграл в сезоне всего 7 игр, но уже на следующий год выступил в 22 матчах и завоевал с клубом бронзовые медали чемпионата. В сезоне 2011 года укрепился в основном составе, проведя 23 игры, но команде не хватило пары очков до призового места.
В 2012 году Ахметов из-за болезни отца вернулся на родину и стал выступать за родной «Тараз». Провёл 14 матчей, играл рядом с Исламханом, с которым позже будет защищать цвета «Кайрата».
С лета 2013 года защищал цвета «Астаны». Будучи универсальным футболистом, мог действовать как в центре, так и на флангах обороны, обладал лидерскими качествами и хорошими физическими данными. 14 сентября 2013 года забил гол в матче «Астана» — «Иртыш» (4:2) и был признан лучшим в команде в этом месяце. Сыграл всего 9 матчей в сезоне, но сделал свой вклад в становление нового лидера казахстанского футбола. «Астана» впервые выиграла серебряные медали, уступив всего очко чемпиону «Актобе». Следующие два сезона были лучшими в карьере защитника, клуб с ним дважды выиграл золотые медали. Но из-за малого игрового времени Ахметов решил уйти из команды.
В январе 2016 года Ахметов снова перешёл в «Иртыш». 25 июня в матче с «Жетысу» получил тяжёлую травму — перелом лодыжки и разрыв связок голеностопного сустава и выбыл на месяц. Завоевал бронзовые медали.
В ноябре 2016 года Ахметов подписал трёхлетний контракт с алматинским «Кайратом». 4 марта 2017 выиграл с новой командой Суперкубок Казахстана. Но, проведя в сезоне 23 матча и забив гол «Шахтёру», был дисквалифицирован КДК с 1 октября на 7 игр за мат на поле и досрочно закончил чемпионат. 14 октября сыграл в победном финале с «Атырау» и выиграл с «Кайратом» свой первый Кубок Казахстана и серебряные медали чемпионата. В сезоне 2018 года сыграл 4 игры, забил гол «Кызыл-Жар СК» в первом матче, а затем пропустил 5 месяцев из-за старой травмы, но снова закончил чемпионат с серебряными медалями.

### В сборной
Дебют игрока в национальной сборной страны под началом чеха Мирослава Беранека состоялся 29 февраля 2012 года в товарищеской встрече в Турции против команды Латвии (0:0). Но затем в бытность Юрия Красножана наступила большая пауза и только в 2016 году новый главный тренер сборной Талгат Байсуфинов привлёк Ахметова на 5 игр в национальную команду страны. В 2017 году Ахметов выступил в пяти матчах отборочного турнира ЧМ-2018 под руководством Александра Бородюка. Но проведя две товарищеские игры весной 2018 года в сборной Станимира Стойлова, лёг на операцию из-за старой травмы.

## Достижения
«Иртыш»
- Бронзовый призёр чемпионата Казахстана (2): 2010, 2016

«Астана»
- Серебряный призёр чемпионата Казахстана: 2013
- Чемпион Казахстана (2): 2014, 2015

«Кайрат»
- Серебряный призёр чемпионата Казахстана (2): 2017, 2018
- Обладатель Кубка Казахстана: 2017
- Обладатель Суперкубка Казахстана: 2017